# Jacques Rabemananjara
Jacques Rabemananjara (Tananarive, 23 juni 1913 - Parijs, 2 april 2005) was een Malagassisch politicus, dichter en toneelschrijver. 

## Politieke loopbaan
Rabemananjara bezocht het seminarium en studeerde later letteren aan de Universiteit van Sorbonne. In de jaren 40 verscheen zijn eerste dichtbundel, Sur les marches du soir. In 1946 richtte hij de Mouvement Démocratique de la Rénovation Malgache (MDRM) op. Deze partij ging later op in de Parti Social Démocratique du Madagascar (PSD). Tijdens het presidentschap van Philibert Tsiranana (1960-1972) bekleedde hij diverse ministerposten. Rabemananjara behoorde tot de liberale vleugel van de partij. In 1970 werd hij vicepresident. Na de revolutie van 1972, waarbij Philibert Tsiranana werd afgezet, week Rabemananjara uit naar het buitenland. In 1992 keerde hij naar Madagaskar terug.

## Schrijver
Zijn eerste werken schreef hij in het klassieke alexandrijnse metrum. Ze gingen grotendeels over de geschiedenis van Madagaskar. Het in 1940 gepubliceerde Sur les marches du soir bijvoorbeeld vertelde over de gedwongen ballingschap van koningin Ranavalona III in 1897. Les dieux malgaches, het eerste Malagassische moderne toneelstuk geschreven in het Frans, had als thema het pre-koloniaal verleden en de slag die koning Radama II in 1863 van de troon stootte en van het leven beroofde.

## Belangrijkste werken

### Poëzie
- Sur les marches du soir
- Rites millénaires
- Antsa
- Lamba
- Antidote
- Les ordalies, sonnets d'outre-temps
- Oeuvres complètes, poésie
- Thrènes d'avant l'aurore: Madagascar
- Rien qu'encens et filigrane
- Témoignage malgache et nationalisme
- Nationalisme et problèmes malgaches

### Toneelstukken
- Les dieux malgaches
- Agape des dieux Tritiva: Une tragédie
- Les boutriers de l'aurore

### Essays
- Témoignage malgache et nationalisme
- Nationalisme et problèmes malgaches

## Onderscheidingen
- 1988 Grand Prix de la Francophonie
- 1997 Salon de la Plume Noire (Parijs, 10-12 oktober), toegewijd aan dichter Jacques Rabemananjara
- Lid van "l'Academie Nationale des Arts, des Lettres et des Sciences de Madagascar"

- Bibsys: 90353474
- Biblioteca Nacional de España: XX1098226
- Bibliothèque nationale de France: cb119209400 (data)
- CiNii: DA11506362
- Gemeinsame Normdatei: 118787586
- International Standard Name Identifier: 0000 0001 2148 5498
- Library of Congress Control Number: n82063592
- Nationale bibliotheek van Australië: 35438538
- Nationale Bibliotheek van Israël: 987007266710805171
- Nationale Bibliotheek van Polen: a0000003548639
- Nederlandse Thesaurus van Auteursnamen: 068410719
- Réseau des bibliothèques de Suisse occidentale: 02-A003721968
- Système universitaire de documentation: 027384608
- Virtual International Authority File: 116152027
- WorldCat: E39PBJh8V7TpRBtVrQjBQpFVG3